# Запорожский 1-й казачий полк
1-й Запорожский Императрицы Екатерины Великой полк, Кубанского казачьего войска
- Старшинство — 14 января 1788 года.
- Полковой праздник — 30 августа (12 сентября), общий с войском.

## Формирование полка
14 января 1788 года из оставшихся верными Российской империи Запорожских казаков было учреждено Войско верных казаков Черноморских, а сами казаки были переселены на Кубань и Таманский полуостров.
19 апреля 1820 года в войско были зачислены переселённые на Северный Кавказ Украинские казаки. Само Черноморское войско было разделено на полковые округа, в том числе и Ейский.
От Ейского округа 1 июля 1842 года было повелено выставлять три конных полка (3-й, 6-й и 9-й) и три пеших батальона (за теми же номерами). 4 марта 1859 года, в связи с общим преобразованием казачьих войск на Кавказе, Ейский округ был причислен к Кубанскому казачьему войску, а полки и батальоны названы также «Кубанского войска» без определения «конный» и «пеший» с сохранением имеющихся номеров.
1 августа 1870 года из 9-го полка и 3-го батальона, с небольшими добавлениями от других частей Кубанского казачьего войска, был сформирован один трёхкомплектный 10-й полк, названный Ейским. 24 июня 1882 года этот полк был переформирован на три отдельные полка с сохранением первоочередному полку названия Ейский полк Кубанского казачьего войска, два других полка были определены второочередными и распущены на льготу. Тогда же Ейский полк унаследовал простое знамя, пожалованное ещё 21 сентября 1831 года 9-му полку, 2-й Ейский полк получил знамя бывшего 3-го пешего батальона, 3-му полку досталось знамя бывшего 6-го пешего батальона. 24 мая 1894 года первоочередной Ейский полк получил № 1, второочередные полки соответственно названы были 2-м и 3-м Ейскими полками (они мобилизовывались лишь после объявления войны).
8 августа 1910 года Ейский полк был переименован в Запорожский, его вечным шефом была названа императрица Екатерина II. Таким образом полностью полк стал именоваться как 1-й Запорожский императрицы Екатерины Великой полк Кубанского казачьего войска.
Во время Первой мировой войны Запорожский полк выделил некоторое количество офицеров и нижних чинов на формирование 3-го Сводно-Кубанского полка, этот полк носил неофициальное именование Ейского.
В Гражданскую войну полк был возрожден в Добровольческой армии, с июля 1918 года входил в состав 1-й конной дивизии. На 5 октября 1919 года насчитывал 58 сабель и 2 пулемёта.

## Список станиц полкового округа
Полковой округ - Ейский, состоял из станиц Ейского отдела Кубанской области.
- Бриньковская
- Брюховецкая
- Должанская
- Камышеватская
- Каневская
- Канеловская
- Копанская
- Новодеревянковская
- Переяславская
- Новоминская
- Новощербиновская
- Староминская
- Стародеревянковская
- Старощербиновская
- Ясенская

## Кампании полка
Практически всё время своего существования Запорожский казачий полк находился на Кавказе и принимал участие во всех военных действиях, случившихся там в XIX веке. Это русско-турецкие войны 1828—1829 и 1877—1878 годов (в эту войну был мобилизован и 2-й Ейский полк), Восточная война и кампании против кавказских горцев.
В революцию 1905 года были мобилизованы второочередные Ейские полки. 2-й Ейский полк участвовал в подавлении восстания крестьян в Курской губернии, однако часть казаков отказалась воевать против крестьян и была осуждена за невыполнение приказа, осуждённых сослали в Сибирь.
С 9 декабря 1914 по 5 января 1915 в составе 1-й Кавказской казачьей дивизии генерал-лейтенанта Баратова участвовал в Сарыкамышской операции Персидской кампании 1915-1918 гг.

После полудня, несмотря на искусную поддержку пулемётов и артиллерии, русский отряд все же не мог остановить наступления превосходных сил турок, пытавшихся охватить оборонявшегося, очистил В. Сарыкамыш и отошёл в район железнодорожного вокзала Сарыкамыш, где и вел бой до вечера 13 декабря. В критический момент отхода, около полудня, подошёл 1-й запорожский казачий полк, спешивший на выстрелы к Сарыкамышу рысью всюду, где только горная зимняя дорога это позволяла. Казаки, введя в бой свои пулемёты и бывшие с ними четыре конных орудия, подкрепили изнемогавший в неравной борьбе отряд Букретова.— Корсун Н. Сарыкамышская операция
6(19) марта 1916 года полк взял старую персидскую столицу Исфахан в ходе Керманшахской операции.

## Командиры полка

### 1-й полк
- 06.10.1876 — хх.хх.1880 — полковник Миров, Александр Иванович
- 09.06.1880 — 31.10.1884 — полковник Баратов, Иван Захарович
- 31.10.1884 — 07.04.1894 — полковник Жуков, Василий Сидорович
- 07.04.1894 — 27.01.1899 — полковник Барыш-Тыщенко, Пётр Степанович
- 30.04.1899 — 30.11.1899 — полковник Милашевич, Григорий Никитич
- 04.12.1899 — 08.11.1904 — полковник Квицинский, Станислав-Эдуард Станиславович
- 08.11.1904 — 05.01.1908 — полковник Макаров, Павел Петрович
- 05.01.1908 — 13.05.1911 — полковник Тургиев, Заурбек Джамбулатович
- 30.05.1911 — 04.12.1914[2] — полковник Кравченко, Антон Тарасович
- 28.02.1915 — 17.04.1915[3] — полковник Яготинцев, Иван Стратонович
- 30.04.1915 — 08.02.1916 — полковник Колесников, Иван Никифорович
- 08.02.1916 — после 18.06.1917 — полковник Урчукин, Флегонт Михайлович

### 2-й (льготный) полк
- 20.07.1877—11.04.1879 — подполковник Черник, Василий Иванович
- 29.03.1881—18.03.1882 — подполковник Жуков, Василий Сидорович
- 28.03.1889—20.06.1890 — полковник Вышеславцев, Николай Григорьевич
- хх.04.1907—29.08.1909 — войсковой старшина Кравченко, Антон Тарасович
- 30.07.1914 — полковник Евсеев, Гавриил Гурьевич

### 3-й (льготный) полк
16.08.1914 — войсковой старшина Поночевный, Яков Иосифович
- 1915—1916 — полковник Кротов, Александр Павлович

## Знаки отличия полка
- Полковой Георгиевский штандарт с надписью «За отличие при взятии крепости Анапы 12-го июня 1828 года и за отличие в Турецкую войну 1877 и 1878 годов», пожалованный 13 октября 1878 года 1-му Ейскому полку.
- Полковой Георгиевский штандарт с надписью «За отличие в Турецкую войну 1877 и 1878 годов», пожалованный 6 января 1879 года 2-му Ейскому полку.
- Двенадцать Георгиевских серебряных труб с надписью «За взятие Карса 6-го ноября 1877 года», пожалованных 13 октября 1878 года.
- Знаки отличия на головные уборы с надписью «За отличие при покорении Западного Кавказа в 1864 году», пожалованные 20 июня 1865 года[4].
- Белевая тесьма на воротнике и обшлагах мундиров нижних чинов, пожалованная 6 декабря 1908 года.